# Reprezentacja Białorusi w piłce siatkowej mężczyzn
Reprezentacja Białorusi w piłce siatkowej mężczyzn – narodowa drużyna reprezentująca Białoruś w rozgrywkach międzynarodowych. Ekipa Białorusi jest stosunkowo młodą drużyną, rodzima federacja siatkówki została powołana do życia w 1991 roku. Do dziś drużyna białoruska nie odniosła znaczących sukcesów na turniejach rangi międzynarodowej. Białoruś ani razu nie była reprezentowana na mistrzostwach świata oraz igrzyskach olimpijskich.
Mimo to drużyna w ostatnich latach zanotowała znaczący postęp, czego udokumentowaniem była piąta lokata w Eurolidze w 2008 roku. Od 2022 reprezentacje Białorusi oraz kluby zostały zdyskwalifikowane z powodu inwazji na Ukrainie.

## Rozgrywki międzynarodowe
Mistrzostwa Europy:
- 2013 – 15. miejsce
- 2015 – 16. miejsce
- 2019 – 22. miejsce
- 2021 – 17. miejsce

Liga Europejska:
- 2008 – 5. miejsce
- 2009 – 9. miejsce